# Peter Biddle
Peter Nicholas Biddle (nascido em 22 de dezembro de 1966) é um evangelista de software dos Estados Unidos. Ele se interessa principalmente por distribuição de conteúdo, por computação segura e por criptografia. Por vinte anos trabalhou na Microsoft, onde fundou a equipe de Hypervisor e foi um dos primeiros autores a descrever o conceito de darknet. É atual gerente geral da Cloud Services Platform na Intel Corporation. Ele se formou em ciência da computação pela Universidade de Washington e se juntou à Microsoft em 1990, onde trabalhou em vários projetos relacionados à segunça, criptografia e distribuição de conteúdo.